# Aleksin
Aleksin (rus. Але́ксин) je grad u Rusiji. 

## Zemljopisni položaj
Smjestio se 130 km južno od Moskve, na 160 metara nadmorske visine, na obali rijeke Oke.  Nalazi se na 54°30' sjeverne zemljopisne širine i 37°04' istočne zemljopisne dužine, Zauzima površinu od 43 km četvorna. 
Vremenski se nalazi u moskovskom vremenu.

## Upravna organizacija
Upravno pripada Tulskoj oblasti u Središnjem saveznom okrugu.

## Povijest
U povijesti se na mjestu današnjeg Aleksina prvo spominje tvrđava iz 1236.
Od povijesnih isprava, prvi put ga spominje 1348. Nikonovski ljetopis "«…князь Темир Ординский приходи ратью ко граду Олексину святыго чудотворца Петра, митрополита Киевского и всея Руси, и посад пожже…".
Zbog svog povoljnog prometnog položaja na rijeci Oci uskoro se razvio kao važna unutarnja luka.
Gradski status je dobio 1777.
Nazadovanje riječne trgovine je dovelo do posljašnjeg nazadovanja samog grada.
Od listopadske revolucije grad je dobio na značenju kao industrijsko središte, i to za kemijsku industriju i strojogradnju, kao i još neke industrije.
U aleksinskoj okolici značajnu gospodarsku granu predstavlja poljodjelstvo.

## Promet
Najbliža autocesta je M2 koja ide od Moskve do Belgoroda.
Osim toga, Aleksin ima i željezničku postaju na neelektrificiranoj pruzi od Tule do Kaluge, gdje prometuje šinobus.

## Stanovništvo
| 1897. | 1939. | 1959.  | 1970.  | 1979.  | 1989.  | 2002.  | 2007.  |
| ----- | ----- | ------ | ------ | ------ | ------ | ------ | ------ |
| 2300  | 6500  | 46.300 | 61.400 | 63.000 | 74.274 | 68.256 | 65.700 |

U Aleksinu danas živi 65.700 stanovnika (stanje 2007.).

### Poznate osobe
- Sergej Želanov (1957.), bivši desetobojac
- Igor Jakovljevič Stečkin (1922. – 2001.), konstruktor streljačkog naoružanja
- Sergej Borisovič Stečkin (1920. – 1995.), matematičar

## Vanjske poveznice
- (rus.) Službene gradske stranice
- (rus.) Mojgorod.ru Aleksin